# David Marazzi
Pour les articles homonymes, voir Marazzi.
David Marazzi est un footballeur suisse, d'origine tessinoise, né le 6 septembre 1984.
Gaucher, milieu de poste de prédilection, David peut également évoluer au poste d'arrière de latéral.
David a joué plus de 200 matchs en 1re division suisse avec le FC Saint-Gall et le FC Aarau.
Il joue actuellement au Pully Football (D6).

## Carrière
- 1990-2001 :  Pully Football (D6)
- 2001-2003 :  FC Lausanne-Sports (D1)
- 2003-2008 :  FC Saint-Gall (D1)
- 2008-2011 :  FC Aarau (D1 & D2)
- 2013-2014 :  Servette FC (D2)
- 2014-2016 :  FC Lausanne-Sports (D2)
- 2016-2017 :  FC Le Mont (D2)
- 2017-2018 :  FC Yverdon-Sport (D3)
- 2018-2021 :  FC Echallens-Région (D4)
- 2021-2022 :  Pully-Football (D6)
- 2002-         :  FC Aesch